# Yuri Kovaliov
Yuri Fiódorovich Kovaliov (en ruso: Юрий Фёдорович Ковалёв; 6 de febrero de 1934 – 25 de septiembre de 1979, fue internacional con la selección de la Unión Soviética, con quien se proclamó campeón de la Eurocopa 1960.

## Carrera profesional
Kovaliov jugó su único partido con la URSS el 24 de noviembre de 1957 en un partido de clasificación para la Copa Mundial de la FIFA 1958 contra Polonia . No fue seleccionado para la convocatoria de la fase final del torneo. Fue seleccionado para la primera Eurocopa 1960, donde los soviéticos fueron campeones, pero no jugó en ningún partido del torneo.

## Selección nacional

### Participaciones en Eurocopas
| Torneo        | Sede    | Resultado |
| ------------- | ------- | --------- |
| Eurocopa 1960 | Francia | Campeón   |